# Compagnie européenne des technologies de l'hydrogène
AREVA H2GEN, anciennement H2tech puis la Compagnie européenne des technologies de l’hydrogène (CETH), est une entreprise spécialisée dans les énergies renouvelables qui conçoit et produit des électrolyseurs et des reformeurs.

## Historique
CETH a été créée en 1997 sur le campus de l’École polytechnique de Palaiseau par Claude Etiévant, docteur-ingénieur Supélec. En 2003, elle a été labellisée société innovante par l’Agence nationale de valorisation de la recherche (ANVAR), dite « Agence française de l'innovation »). En 2005, l'entreprise a démontré la faisabilité d'un électrolyseur de puissance de type PEM alimenté en énergie discontinue (solaire, éolien...).
Actuellement, CETH travaille sur le projet Hynov qui est un projet de réseau de véhicule à hydrogène pour la ville de Sénart.
CETH a été rachetée par AREVA vers 2012 et renommée dans la foulée AREVA H2GEN.

## Domaine d’activité
Les applications de la technologie innovante de cette entreprise sont une gamme d’électrolyseurs PEM protégée par des brevets, de reformeurs de bioéthanol et de purificateurs d’hydrogène. Elle a également conçu un prototype de scooter hybride pile à combustible – batterie .